# Charlotte Jacobs (atlete)
Charlotte Jacobs (30 juli 1991) is een Belgische atlete, die gespecialiseerd is in de middellange afstand. Zij werd eenmaal Belgisch kampioene.

## Loopbaan
Jacobs werd in 2016 Belgisch indoorkampioene op de 1500 m. 
Jacobs was aangesloten bij Racing Club Brussel. Begin 2017 stapte ze over naar Cercle Athlétique de Brabant Wallon.

## Belgische kampioenschappen
Indoor
| Onderdeel | Jaar |
| --------- | ---- |
| 1500 m    | 2016 |

## Persoonlijke records
Outdoor
| Onderdeel | Prestatie | Datum        | Plaats   |
| --------- | --------- | ------------ | -------- |
| 800 m     | 2.07,21   | 18 juli 2015 | Heusden  |
| 1500 m    | 4.19,97   | 29 mei 2016  | Oordegem |

Indoor
| Onderdeel | Prestatie | Datum            | Plaats |
| --------- | --------- | ---------------- | ------ |
| 800 m     | 2.17,18   | 7 februari 2015  | Gent   |
| 1500 m    | 4.25,69   | 20 februari 2016 | Gent   |

## Palmares

### 800 m
- 2015:  BK AC – 2.13,19

### 1500 m
- 2016:  BK AC indoor – 4.25,69

### veldlopen
- 2016:  Cross van Hannuit (korte cross)[1]